# Declaración Americana de los Derechos y Deberes del Hombre
La Declaración Americana de los Derechos y Deberes del Hombre fue aprobada por la IX Conferencia Internacional Americana realizada en Bogotá en 1948, la misma que dispuso la creación de la Organización de los Estados Americanos (OEA). Históricamente, fue el primer acuerdo internacional sobre derechos humanos, anticipando la Declaración Universal de los Derechos Humanos, sancionada seis meses después. El valor jurídico de la Declaración ha sido muy discutido, debido a que no forma parte de la Carta de la OEA y tampoco es un tratado. No obstante, algunos países miembros de la OEA, como es el caso de la Argentina, la han incluido en su constitución, otorgándoles jerarquía constitucional; al igual que México.
Posteriormente en 1969 se suscribe la Convención Americana sobre Derechos Humanos (también llamada Pacto de San José de Costa Rica o CADH) que entra en vigor en 1978 y que establece el Sistema interamericano de derechos humanos.

## Contenido
La Declaración está antecedida por varios considerandos y consta de un preámbulo y dos capítulos; el primero dedicado a los derechos y el segundo a las obligaciones. En total está integrada por 38 artículos. los deberes y derechos se dieron a conocer en 1945

### Considerandos
Los considerandos no forman parte de la Declaración, sino que la anteceden, pero se reproducen con la misma e indican los motivos tenidos en cuenta para sancionarla. Básicamente los considerandos apuntan a la necesidad de que los derechos humanos no queden solo como normas sometidas al derecho interno de cada país, sino que se conformen como sistema de protección internacional.

### Preámbulo
Todos los hombres nacen libres e iguales en dignidad y derechos y, dotados como están por naturaleza de razón y conciencia, deben conducirse fraternalmente los unos con los otros.
El cumplimiento del deber de cada uno es exigencia del derecho de todos. Derechos y deberes se integran correlativamente en toda actividad humana: si los derechos exaltan la libertad individual, los deberes expresan la dignidad de esa libertad.
Los deberes de orden jurídico presuponen otros, de orden moral, que los apoyan conceptualmente y los fundamentan. Es deber del hombre servir al espíritu con todas sus potencias y recursos porque el espíritu es la finalidad suprema de la existencia humana y su máxima categoría.
Es deber del hombre ejercer, mantener y estimular por todos los medios a su alcance a la cultura, porque la cultura es la máxima expresión social e histórica del espíritu. Y dado que la moral y las tradiciones constituyen la floración más noble de la cultura, es deber de todo hombre acatarlas por mandato natural.

### Capítulo I: Derechos
Está integrada por 28 artículos, dedicados a los siguientes derechos:
- I: a la vida, a la libertad, a la seguridad e integridad de la persona
- II: igualdad ante la Ley
- III: libertad religiosa y de culto
- IV: libertad de investigación, opinión, expresión y difusión
- V: protección a la honra, la reputación personal y la vida privada.
- VI: a la constitución y a la protección
- VII: de protección a la maternidad y a la infancia
- VIII: de residencia y tránsito.
- IX: inviolabilidad del domicilio
- X: inviolabilidad y circulación de la correspondencia
- XI: preservación de la salud y al bienestar
- XII: a la educación
- XIII: a los beneficios de la cultura
- XIV: al trabajo y a una justa retribución
- XV: al descanso y a su aprovechamiento
- XVI: a la seguridad social
- XVII: reconocimiento de la personalidad jurídica y de los derechos civiles
- XVIII: de justicia
- XIX: de nacionalidad
- XX: de sufragio y de participación en el gobierno
- XXI: de reunión
- XXII: de asociación
- XXIII: a la propiedad
- XXIV: de petición
- XXV: protección contra la detención arbitraria
- XXVI: a proceso regular
- XXVII: de asilo
- XXVIII: Alcance de los derechos del hombre

### Capítulo II: Deberes
Está integrada por 10 artículos, dedicados a los siguientes DEBERES:
- XXIX: ante la sociedad
- XXX: para con los hijos y los padres
- XXXI: de instrucción
- XXXII: de sufragio
- XXXIII: de obediencia a la Ley
- XXXIV: de servir a la comunidad y a la nación
- XXXV: de asistencia y seguridad sociales
- XXXVI: de pagar impuestos
- XXXVII: de trabajo
- XXXVIII: de abstenerse de actividades políticas en país extranjero